# Armageddon 2419 A.D.
Armageddon 2419 A.D. é uma novela de Philip Francis Nowlan, publicada pela primeira vez na edição de agosto de 1928 da revista pulp Amazing Stories. 

Na novela, Anthony Rogers era um veterano da Primeira Guerra Mundial que após uma investigação em uma mina abandona e inala gases que o fazem entrar animação suspensa por 500 anos, ao acordar, Rogers se depara com a terra dominada por orientais.
Após Armageddon 2419 A.D. ser publicada, John F. Dille, o chefe do National Newspaper Syndicate (na época chamado  John F. Dille Company) que atuava como syndicate distribuindo tiras de jornal, convenceu um Nowlan duvidosa para transformar o romance em uma tira diária, para ilustrar foi contratado Dick Calkins, o herói do romance Anthony Rogers teve o nome mudado para Buck Rogers e a tira recebeu o título de Buck Rogers in the 25th Century e foi publicada pela primeira vez em 7 de janeiro de 1929.
Embora a capa da edição de Agosto de 1928 da revista Amazing Stories mostre um homem voando com um dispositivo antigravitacional como no romance de Nowlan, a capa ilustra  o romance Skylark of Space de E. E. Smith, que estreou na mesma edição. No Brasil o livro só foi publicado em 2012 pela Dracaena e em 2022 pela Novo Século no box Mestres Primordiais.
Posteriormente, na década de 1960, a novela e sua continuação, The Airlords of Han, foram combinadas pelo editor Donald A. Wollheim num único livro de bolso intitulado igualmente Armageddon 2419 A.D..
A revista pulp Amazing Stories é um dos artefactos importantes que Mr. Lux possuia, na obra de João Barreiros e Luís Filipe Silva, Terrarium.